# Pythagoreisches Quadrupel

Alle vier primitiven pythagoreischen Quadrupel mit einstelligen Werten

Ein pythagoreisches Quadrupel ist ein Tupel von ganzen Zahlen {\displaystyle a,b,c,d\in \mathbb {Z} }, so dass gilt:
{\displaystyle a^{2}+b^{2}+c^{2}=d^{2}}.
Es handelt sich dabei um die Lösungen einer diophantischen Gleichung. Meistens werden aber nur positive ganze Zahlen als Lösungen betrachtet.

## Primitive pythagoreische Quadrupeln
Ein pythagoreisches Quadrupel {\displaystyle (a,b,c,d)} heißt primitives pythagoreisches Quadrupel, wenn die Werte positiv ganzzahlig sind und der größte gemeinsame Teiler der vier Werte gleich 1 ist (wenn also {\displaystyle \operatorname {ggT} (a,b,c,d)=1} gilt). Jedes pythagoreische Quadrupel ist ein ganzzahliges Vielfaches eines primitiven pythagoreischen Quadrupels.
Beispiel 1:
Das Tupel {\displaystyle (a,b,c,d)=(2,3,6,7)} ist ein primitives pythagoreisches Quadrupel, weil {\displaystyle \operatorname {ggT} (2,3,6,7)=1} ist und {\displaystyle 2^{2}+3^{2}+6^{2}=7^{2}\quad (=49)} gilt.
Beispiel 2:
Das Tupel {\displaystyle (a,b,c,d)=(5\cdot 2,5\cdot 3,5\cdot 6,5\cdot 7)=(10,15,30,35)} ist kein primitives pythagoreisches Quadrupel, weil {\displaystyle \operatorname {ggT} (10,15,30,35)=5\not =1} ist, obwohl {\displaystyle 10^{2}+15^{2}+30^{2}=35^{2}\quad (=1225)} gilt.

## Beispiele
Es gibt 31 primitive pythagoreische Quadrupel, bei denen alle Werte kleiner als 30 sind:
| {\displaystyle a} | {\displaystyle b} | {\displaystyle c} | {\displaystyle d} | {\displaystyle a^{2}+b^{2}+c^{2}=d^{2}}   |
| ----------------- | ----------------- | ----------------- | ----------------- | ----------------------------------------- |
| 1                 | 2                 | 2                 | 3                 | {\displaystyle 1^{2}+2^{2}+2^{2}=3^{2}}   |
| 2                 | 3                 | 6                 | 7                 | {\displaystyle 2^{2}+3^{2}+6^{2}=7^{2}}   |
| 1                 | 4                 | 8                 | 9                 | {\displaystyle 1^{2}+4^{2}+8^{2}=9^{2}}   |
| 4                 | 4                 | 7                 | 9                 | {\displaystyle 4^{2}+4^{2}+7^{2}=9^{2}}   |
| 2                 | 6                 | 9                 | 11                | {\displaystyle 2^{2}+6^{2}+9^{2}=11^{2}}  |
| 6                 | 6                 | 7                 | 11                | {\displaystyle 6^{2}+6^{2}+7^{2}=11^{2}}  |
| 3                 | 4                 | 12                | 13                | {\displaystyle 3^{2}+4^{2}+12^{2}=13^{2}} |
| 2                 | 5                 | 14                | 15                | {\displaystyle 2^{2}+5^{2}+14^{2}=15^{2}} |

| {\displaystyle a} | {\displaystyle b} | {\displaystyle c} | {\displaystyle d} | {\displaystyle a^{2}+b^{2}+c^{2}=d^{2}}    |
| ----------------- | ----------------- | ----------------- | ----------------- | ------------------------------------------ |
| 2                 | 10                | 11                | 15                | {\displaystyle 2^{2}+10^{2}+11^{2}=15^{2}} |
| 1                 | 12                | 12                | 17                | {\displaystyle 1^{2}+12^{2}+12^{2}=17^{2}} |
| 8                 | 9                 | 12                | 17                | {\displaystyle 8^{2}+9^{2}+12^{2}=17^{2}}  |
| 1                 | 6                 | 18                | 19                | {\displaystyle 1^{2}+6^{2}+18^{2}=19^{2}}  |
| 6                 | 6                 | 17                | 19                | {\displaystyle 6^{2}+6^{2}+17^{2}=19^{2}}  |
| 6                 | 10                | 15                | 19                | {\displaystyle 6^{2}+10^{2}+15^{2}=19^{2}} |
| 4                 | 5                 | 20                | 21                | {\displaystyle 4^{2}+5^{2}+20^{2}=21^{2}}  |
| 4                 | 8                 | 19                | 21                | {\displaystyle 4^{2}+8^{2}+19^{2}=21^{2}}  |

| {\displaystyle a} | {\displaystyle b} | {\displaystyle c} | {\displaystyle d} | {\displaystyle a^{2}+b^{2}+c^{2}=d^{2}}     |
| ----------------- | ----------------- | ----------------- | ----------------- | ------------------------------------------- |
| 4                 | 13                | 16                | 21                | {\displaystyle 4^{2}+13^{2}+16^{2}=21^{2}}  |
| 8                 | 11                | 16                | 21                | {\displaystyle 8^{2}+11^{2}+16^{2}=21^{2}}  |
| 3                 | 6                 | 22                | 23                | {\displaystyle 3^{2}+6^{2}+22^{2}=23^{2}}   |
| 3                 | 14                | 18                | 23                | {\displaystyle 3^{2}+14^{2}+18^{2}=23^{2}}  |
| 6                 | 13                | 18                | 23                | {\displaystyle 6^{2}+13^{2}+18^{2}=23^{2}}  |
| 9                 | 12                | 20                | 25                | {\displaystyle 9^{2}+12^{2}+20^{2}=25^{2}}  |
| 12                | 15                | 16                | 25                | {\displaystyle 12^{2}+15^{2}+16^{2}=25^{2}} |
| 2                 | 7                 | 26                | 27                | {\displaystyle 2^{2}+7^{2}+26^{2}=27^{2}}   |

| {\displaystyle a} | {\displaystyle b} | {\displaystyle c} | {\displaystyle d} | {\displaystyle a^{2}+b^{2}+c^{2}=d^{2}}     |
| ----------------- | ----------------- | ----------------- | ----------------- | ------------------------------------------- |
| 2                 | 10                | 25                | 27                | {\displaystyle 2^{2}+10^{2}+25^{2}=27^{2}}  |
| 2                 | 14                | 23                | 27                | {\displaystyle 2^{2}+14^{2}+23^{2}=27^{2}}  |
| 7                 | 14                | 22                | 27                | {\displaystyle 7^{2}+14^{2}+22^{2}=27^{2}}  |
| 10                | 10                | 23                | 27                | {\displaystyle 10^{2}+10^{2}+23^{2}=27^{2}} |
| 3                 | 16                | 24                | 29                | {\displaystyle 3^{2}+16^{2}+24^{2}=29^{2}}  |
| 11                | 12                | 24                | 29                | {\displaystyle 11^{2}+12^{2}+24^{2}=29^{2}} |
| 12                | 16                | 21                | 29                | {\displaystyle 12^{2}+16^{2}+21^{2}=29^{2}} |

Aus diesen primitiven pythagoreischen Quadrupeln kann man beliebig viele weitere nicht-primitive pythagoreische Quadrupel bilden. Zum Beispiel kann man aus dem primitiven pythagoreischen Quadrupel {\displaystyle (a,b,c,d)=(1,2,2,3)} durch Multiplikation mit {\displaystyle 2,3,4,\ldots } die nicht-primitiven pythagoreischen Quadrupel {\displaystyle (a,b,c,d)=(2,4,4,6)}, {\displaystyle (a,b,c,d)=(3,6,6,9)}, {\displaystyle (a,b,c,d)=(4,8,8,12)} etc. bilden.

## Geometrische Deutung
Ein pythagoreisches Quadrupel {\displaystyle (a,b,c,d)} definiert einen Quader mit ganzzahligen Seitenlängen {\displaystyle |a|,|b|} und {\displaystyle |c|} (wobei mit {\displaystyle |a|} der Betrag von {\displaystyle a} gemeint ist). Die Raumdiagonale dieses Quaders hat dann eine ganzzahlige Länge {\displaystyle |d|}. Pythagoreische Quadrupel heißen deswegen auf Englisch auch Pythagorean boxes.

## Eigenschaften von pythagoreischen Quadrupeln
- Das pythagoreische Quadrupel mit dem kleinsten Produkt ist {\displaystyle (1,2,2,3)}.
- Sei {\displaystyle a^{2}+b^{2}+c^{2}=d^{2}} mit {\displaystyle a,b,c,d\in \mathbb {N} }. Dann gilt:[4]

Das Produkt {\displaystyle abcd} ist immer durch {\displaystyle 12} teilbar.
Eine größere Zahl, die dieses Produkt teilt, gibt es nicht, denn für das kleinste pythagoreische Quadrupel (also für {\displaystyle (a,b,c,d)=(1,2,2,3)}) gilt {\displaystyle 1\cdot 2\cdot 2\cdot 3=12}. Somit kann es keine größere Zahl geben, die das Produkt teilt.

## Erzeugung von pythagoreischen Quadrupeln
- Methode 1:[2][5]

Seien {\displaystyle (m,n,p,q)} positive ganze Zahlen. Dann kann die Menge der pythagoreischen Quadrupel mit ungeradem {\displaystyle a} wie folgt erzeugt werden:
{\displaystyle {\begin{aligned}a&=m^{2}+n^{2}-p^{2}-q^{2},\\b&=2(mq+np),\\c&=2(nq-mp),\\d&=m^{2}+n^{2}+p^{2}+q^{2}\end{aligned}}}
Gelten zusätzlich die folgenden elf Bedingungen, dann kann damit die Menge von primitiven pythagoreischen Quadrupeln mit ungeradem {\displaystyle a} erzeugt werden.
{\displaystyle {\begin{array}{lll}nq>mp,&&m^{2}+n^{2}>p^{2}+q^{2},\\m\geq 0,\;n\geq 1,\;p\geq 0,\;q\geq 1,&&m+p\geq 1,\\m+n+p+q\equiv 1{\pmod {2}},&&{\text{ das heißt, }}m+n+p+q{\text{ ist ungerade (also muss ein Wert oder müssen drei Werte gerade Zahlen sein)}}\\ggT(m^{2}+n^{2},p^{2}+q^{2},mq+np)=1,&&\\m=0\;\Longrightarrow \;q\leq p,&&p=0\;\Longrightarrow \;n\leq m\end{array}}}
Alle primitiven pythagoreischen Quadrupel erfüllen somit die diophantische Gleichung {\displaystyle d^{2}=a^{2}+b^{2}+c^{2}}, welche man auch Lebesguesche Identität nennt:
{\displaystyle (m^{2}+n^{2}+p^{2}+q^{2})^{2}=(m^{2}+n^{2}-p^{2}-q^{2})^{2}+(2mq+2np)^{2}+(2nq-2mp)^{2}}
Beispiel 1:
Sei {\displaystyle m:=1,n:=7,p:=2} und {\displaystyle q:=5}. Dann sind alle zusätzlichen Bedingungen erfüllt und es ist {\displaystyle a=21,b=38,c=66} und {\displaystyle d=79} und tatsächlich ist {\displaystyle a^{2}+b^{2}+c^{2}=21^{2}+38^{2}+66^{2}=79^{2}=d^{2}\quad (=6241)} ein primitives pythagoreisches Quadrupel.
Beispiel 2:
Sei {\displaystyle m:=2,n:=3,p:=5} und {\displaystyle q:=9}. Dann ist die zusätzliche Bedingung {\displaystyle m^{2}+n^{2}=13{\stackrel {!}{>}}106=p^{2}+q^{2}} zwar nicht erfüllt, es ist aber {\displaystyle a=-93,b=66,c=34} und {\displaystyle d=119} wegen {\displaystyle a^{2}+b^{2}+c^{2}=(-93)^{2}+66^{2}+34^{2}=119^{2}=d^{2}\quad (=14161)} trotzdem ein pythagoreisches Quadrupel, allerdings mit {\displaystyle a=-93<0}.
Beispiel 3:
Sei {\displaystyle m:=1,n:=3,p:=1} und {\displaystyle q:=2}. Dann ist {\displaystyle a=5,b=10,c=10} und {\displaystyle d=15} und tatsächlich ist {\displaystyle a^{2}+b^{2}+c^{2}=5^{2}+10^{2}+10^{2}=15^{2}=d^{2}\quad (=225)}. Allerdings ist dieses pythagoreische Quadrupel nicht primitiv, weil {\displaystyle \operatorname {ggT} (a,b,c,d)=5\not =1} und die Bedingung {\displaystyle \operatorname {ggT} (m^{2}+n^{2},p^{2}+q^{2},mq+np)=5\not =1} ist.
- Methode 2:

Alle pythagoreischen Quadrupel (inklusive der nicht-primitiven) können wie folgt aus zwei positiven ganzen Zahlen {\displaystyle a} und {\displaystyle b} erzeugt werden:
Sei die Parität von {\displaystyle a} und {\displaystyle b} verschieden (sei also entweder {\displaystyle a} gerade und {\displaystyle b} ungerade oder {\displaystyle a} ungerade und {\displaystyle b} gerade). Sei weiters {\displaystyle p} ein Faktor von {\displaystyle a^{2}+b^{2}} mit {\displaystyle p^{2}<a^{2}+b^{2}}. Dann gilt:
{\displaystyle c={\frac {a^{2}+b^{2}-p^{2}}{2p}}} und {\displaystyle d={\frac {a^{2}+b^{2}+p^{2}}{2p}}} mit {\displaystyle p=d-c}
Beispiel:
Sei {\displaystyle a:=2,b:=11} und {\displaystyle p:=5}. Dann sind alle Voraussetzungen erfüllt und es ist {\displaystyle c=10} und {\displaystyle d=15} (und es ist {\displaystyle p=d-c}) und tatsächlich ist {\displaystyle a^{2}+b^{2}+c^{2}=2^{2}+11^{2}+10^{2}=15^{2}=d^{2}\quad (=225)}.
- Methode 3:[9]

Seien {\displaystyle a=2l} und {\displaystyle b=2m} gerade Zahlen. Sei außerdem {\displaystyle n} ein Teiler von {\displaystyle l^{2}+m^{2}} mit {\displaystyle n^{2}<l^{2}+m^{2}}. Dann gilt:
{\displaystyle c={\frac {l^{2}+m^{2}-n^{2}}{n}}} und {\displaystyle d={\frac {l^{2}+m^{2}+n^{2}}{n}}}
Diese Methode erzeugt alle pythagoreischen Quadrupel exakt ein Mal, wenn {\displaystyle l} und {\displaystyle m} alle Paare natürlicher Zahlen durchlaufen und {\displaystyle n} alle möglichen Werte für jedes Paar durchläuft.
Beispiel:
Sei {\displaystyle a:=14,b:=6} und {\displaystyle n:=2}. Dann sind alle Voraussetzungen erfüllt, {\displaystyle l=7}, {\displaystyle m=3} und es ist {\displaystyle c=27} und {\displaystyle d=31} und tatsächlich ist {\displaystyle a^{2}+b^{2}+c^{2}=14^{2}+6^{2}+27^{2}=31^{2}=d^{2}\quad (=961)}.
- Es gibt kein pythagoreisches Quadrupel, bei dem mehr als eine der Zahlen {\displaystyle a}, {\displaystyle b}, {\displaystyle c} ungerade ist.

- Methode 4:

Sei {\displaystyle n} eine positive ganze Zahl. Dann kann ein pythagoreisches Quadrupel wie folgt erzeugt werden:
{\displaystyle {\begin{aligned}a&=n,\\b&=n+1,\\c&=ab,\\d&=c+1\end{aligned}}}
Beispiel:
Sei {\displaystyle n=a=3}, {\displaystyle b=4} und {\displaystyle c=12}. dann ist {\displaystyle d=13}, und tatsächlich ist {\displaystyle a^{2}+b^{2}+c^{2}=3^{2}+4^{2}+12^{2}=13^{2}=d^{2}\quad (=169)}.
- Methode 5:

Seien {\displaystyle x,y,z} drei positive ganze Zahlen. Dann lässt sich ein pythagoreisches Quadrupel {\displaystyle (a,b,c,d)} wie folgt erzeugen:
{\displaystyle {\begin{aligned}a&=x^{2}-y^{2}-z^{2},\\b&=2xy,\\c&=2xz,\\d&=x^{2}+y^{2}+z^{2}\end{aligned}}}
Beispiel:
Sei {\displaystyle x=2}, {\displaystyle y=1} und {\displaystyle z=1}.
So ist {\displaystyle a=2}, {\displaystyle b=4}, {\displaystyle c=4} und {\displaystyle d=6} tatsächlich ein pythagoreisches Quadrupel, denn {\displaystyle a^{2}+b^{2}+c^{2}=2^{2}+4^{2}+4^{2}=6^{2}=d^{2}\quad (=36)}. Hierbei handelt es sich um das Doppelte des primitiven {\displaystyle (1,2,2,3)} Quadrupels.